# تغییر کردن
جابجاشدن (انگلیسی: The Change-Up) یک فیلم کمدی آمریکایی به کارگردانی دیوید دابکین است که در سال ۲۰۱۱ منتشر شد.

## خلاصه داستان
دیو و میچ دوستان صمیمی هستند که زندگی کاملاً متفاوتی دارند. دیو یک مرد متاهل و وفادار با سه فرزند و یک شغل استرس‌زا و پردرآمد است. در حالی که میچ یک مرد مجرد و یک بازیگر سطح پایین است که با زنان زیادی در ارتباط است. یک شب در حالت مستی هر دو آن‌ها آرزو می‌کنند که زندگی دیگری را داشته باشند و فردا صبح متوجه می شوند که آرزوی آن‌ها برآورده شده است...

## بازیگران
- رایان رینولدز
- جیسون بیتمن
- لزلی من
- اولیویا وایلد
- آلن آرکین
- گریگوری ایتزین
- میرچا مونرو
- شنون ریچاردسون